# Mesosa niasica
Mesosa niasica là một loài bọ cánh cứng trong họ Cerambycidae.